# 憲兵とバラバラ死美人
『憲兵とバラバラ死美人』（けんぺいとバラバラしびじん）は、1957年8月6日に公開された日本のサスペンス映画。監督は並木鏡太郎で、主演は中山昭二が務め、新東宝が制作した。
元憲兵大尉小坂慶助の『のたうつ憲兵』を原作として、制作された。戦時中の憲兵隊で実際に発生した猟奇事件を下敷きにしている。

## あらすじ
昭和12年10月。宮城県仙台市に衛戍する歩兵第4連隊は主力が満州に移駐していた。その状況で連隊敷地の炊事場付近の井戸から、身ごもった女性の胴体だけの遺体が腐乱した状態で見つかる。捜査は難航し、東京の憲兵隊から曹長の小坂が派遣される。しかし仙台の憲兵隊はそれを快く思わず、小坂は警察と組む形で事件を調べる。容疑者として浮上した炊事班長の軍曹は艶聞も多く、仙台憲兵隊から拷問を含む執拗な取り調べを受けていた。だが小坂は東北帝国大学で資料を調べた結果、単独犯では遺体を運搬することは不可能だと知る。小坂は切断された遺体の隠し場所として隣接する陸軍病院に着目し、霊安室近くの井戸から手足を発見する。小坂は真犯人を突き止めるためにさらなる調査をおこなう。

## キャスト
- 小坂徳助：中山昭二
- 高山忠吉：鮎川浩
- 萩山憲兵曹長：細川俊夫
- 刈田憲兵伍長：小高まさる
- 井部憲兵隊長：倉橋宏明
- 坂本憲兵大尉：高松政雄
- 君塚八太郎：江見渉
- 恒吉軍曹：天知茂
- 小俣軍曹：池月正
- 伊藤百合子：三重明子

## スタッフ
- 製作：大蔵貢
- 企画：岡本良介
- 監督：並木鏡太郎
- 助監督：勝俣真喜治
- 脚本：杉本彰
- 原作：小坂慶助 『のたうつ憲兵』

## 評価など
コピーライターの糸井重里は少年時代に本作を間違えて見てしまい、トラウマになったと語っているが、糸井が観たという筑波久子は当時日活の所属であり『憲兵とバラバラ死美人』には出演しておらず、ほぼ日編集部により記憶違いかもしれない旨が注されている。